# غزو المانشو الأول لكوريا
حدث غزو جين المتأخرة لجوسون في أوائل عام 1627 عندما قاد أمير جين المتأخرة أمين الغزو نحو مملكة جوسون الكورية. انتهت الحرب بعد ثلاثة أشهر بتنصيب جين المتأخرة نفسها كرافد صاحب سيادة على جوسون. ومع ذلك، واصلت جوسون علاقتها مع أسرة مينج وأظهرت تحديًا في ترسيخ علاقتها الرافدة مع الجورتشين. تبع ذلك غزو مملكة تشينغ لجوسون عام 1636.

## خلفية
كانت مملكة جوسون قد أرسلت في السابق 10,069 فارسًا و 3000 رامي سهام لمساعدة أسرة مينغ في مهاجمة جين المتأخرة في عام 1619، والتي بلغت ذروتها بهزيمة الحلفاء في معركة سارهو. استسلم جنرال جوسون جانج هونغ ريب بقواته المتبقية وأصر على أن جوسون لم تحمل أي شيء ضد الغورتشين، إذ أرسلت تعزيزات فقط لسداد التزام تجاه مينج.
في عام 1623، خلع فصيل في بلاط جوسون يعرف باسم الغربيين الملك جوانجايغون ونصب إنجو ملكًا. في العام التالي، تمرد يي جوال على الملك إنجو، لكنه فشل في الإطاحة به، وسُحق التمرد. فر الناجون إلى بلاط جين حيث أوصوا هونغ تايجي بغزو جوسون. قادت هذه التوصية الجنرال جانج هونغ ريب إلى الاعتقاد أن عائلته ماتت في الانقلاب، لذلك دفع من أجل الغزو من منطلق الرغبة في الانتقام.
في غضون ذلك، اتخذ الغربيون موقفًا صريحًا مؤيدًا لمينغ ومعادٍ للغورتشين في علاقاتهم مع الدولتين. قطع إنجو العلاقات مع جيم بناءً على نصيحة مستشاريه. شارك جيش الجنرال مينغ ماو وينلونغ المكون من 26 ألف رجل في غارات ضد الغورتشين من قاعدة جزيرة قبالة شبه الجزيرة الكورية. ساعده الغربيون من خلال السماح بتمركز قواته في أويجو.
خسرت جين المتأخرة معركة نينغيوان في العام السابق وتوفي خان نورهاسي متأثرًا بجراحه بعد ذلك. أدت مفاوضات السلام مع مينغ بعد المعركة إلى تأخير استجابة مينغ العدوانية لخسارة غورتشين، وكان جنرال مينغ يوان تشونغ هوان منشغلًا بتحصين الحاميات الحدودية وتدريب الفرسان الجدد. كان خان هونغ تايجي الجديد حريصًا على تحقيق نصر سريع لتعزيز موقعه كخان. من خلال غزو جوسون، كان يأمل أيضًا في استخراج الموارد التي يحتاجها جيشه ورعاياه بشدة، الذين عانوا في الحرب ضد مينغ.

## الحرب
في عام 1627، أرسل هونغ تايجي أمين وجيرغالانج وأجيجي ويوتو إلى جوسون مع 30 ألف جندي تحت إشراف جانج هونغ ريب ولي يونغ فانغ. واجه الغورتشين مقاومة شديدة في البلدات الحدودية لكن حاميات جوسون الحدودية هُزمت بسرعة. في 14 يناير، تقدم جيش غورتشين إلى يوجو حيث كان يتمركز ماو وينلونغ، وفر ماو بسرعة مع رجاله إلى بحر بوهاي. سقطت قلعة نيونغان في 21 يناير. بعد ذلك هاجم الغورتشين أنجو. عندما أصبح واضحًا أن الهزيمة أمر لا مفر منه، انتحرت حامية أنجو بتفجير مخزن البارود. سقطت بيونغ يانغ دون قتال وعبر جيش جين نهر تايدونغ.